# Снячів
Сня́чів — село в Україні, у Великокучурівській сільській територіальній громаді Чернівецького району Чернівецької області.

## Географія
Снячів розташований за 12 км від м. Сторожинця і за 8 км від Чернівців. У південній частині села з заходу на схід протікає невеличка річка Снячівець, на північ від центру села — річечка Клітимній.
На південь від села розташована ботанічна пам'ятка природи «Тисовий яр» і заповідне урочище «Маловатний».

## Історія
До села належить хутір Думанецький.
З 24 серпня 1991 року село у складі незалежної України.

## Населення

### Мова
Розподіл населення за рідною мовою за даними :
| Мова       | Кількість | Відсоток |
| ---------- | --------- | -------- |
| українська | 1891      | 97.93%   |
| російська  | 29        | 1.50%    |
| румунська  | 9         | 0.47%    |
| білоруська | 1         | 0.05%    |
| вірменська | 1         | 0.05%    |
| Усього     | 1931      | 100%     |

## Релігія
У Снячеві є Свято-Духівська церква з дзвіницею.

## Відомі люди
- Огуй Олександр Дмитрович (21 грудня 1956, хутір Думанецький, поблизу села Снячів Сторожинецького району Чернівецької області — + 6 травня 2014, Чернівці) — український науковець, буковинський краєзнавець, доктор філологічних наук, професор.
- Платон Руслан Сергійович — український футболіст.
- Сушинська Трандафіра Георгіївна — заслужена працівниця культури України[3].